# إسكوالودون فجري
الإسكوالودون الفجري (الاسم العلمي:†Eosqualodon) هو جنس منقرض من الثدييات يتبع فصيلة الإسكوالودونات من رتبة الحيتانيات.